# 家族交感
『家族交感』 (かぞくこうかん) はアーカムプロダクツが製作・発売した成人向けゲーム及びその一連のシリーズ作品である。

## 概要
近親相姦を題材としたアダルトゲーム。
ゲームは4つの章によって構成されており、正しい選択肢を選ぶことでトゥルーエンドを迎え、次の章に進めるという仕組みになっている。また、選択肢によってはサイドストーリーに進むことも可能である。
2005年7月1日に本編『家族交感』が発売されたのち、2006年3月3日にはファンディスク『家族交感 禁断の章』の初回限定版が発売され、その1週間後の3月10日には通常版が発売された。ファンディスクにはダウンロード版で先立って配信されていた追加シナリオのほかにも「裏シナリオをつくろう」でユーザーから募集したシナリオのなかから選ばれた6作品が収録されている。なおダウンロード版追加シナリオは単体でもプレイできるが、ファンディスクは単体でのプレイが不可である。

## あらすじ
幼馴染にして親類の佳山ひかりと恋していながらも、東条和也は姉・香乃子に対する想いを捨てきれずにいた。
その想いは、香乃子の結婚がきっかけで、暴走していった。

### ダウンロード版追加シナリオ
だめ！お義兄ちゃん！
ある日、葉月は雨宿りとして香乃子夫婦の家に立ち寄る。香乃子が出かけた時、結婚以来香乃子との性交渉がなかった夫・雅弘は葉月にドキドキしていた。
奥さんピザ屋です！
ある日、小腹のすいた馨は、いつものピザ屋へいつものように、彼女だけの特別メニュー『ビッグソーセージピザ』を頼んだ。
おじいちゃんと一緒
ある日、入浴中のひかりの元へ祖父が入ってきた。戸惑いつつも、祖父の体を洗ってあげるひかりだったが、祖父のわがままはどんどん過激になっていった。
DOG PANIC!
安藤メグルは、馨とサブローの獣姦現場を目撃してしまう。逃げようとするも、サブローにとらえられてしまった。

## 登場人物

### 東条家
東条和也
主人公。大病院である東条総合病院院長一家の跡取り息子。
東条香乃子
声：愛野理子
和也の姉。かなりのブラコンで、和也に甘い。
東条葉月
声：青川ナガレ
和也の妹。和也をからかって崩すのが好き。
東条馨
声：歌織
和也の母。性格が歪んでいて倫理観もなく、サブローのと獣姦も平気でする。
東条彰
和也の父で東条総合病院のワンマン院長。外科医であるが、現在は経営がメイン。
サブロー
東条家のペットのドーベルマン。

### 佳山家
佳山千草
声：かわしまりの
和也の叔母であり、ひかりの母で、彰の妹。和也にとって理想の母親。
佳山ひかり
声：草柳順子
和也の従妹。和也のよき理解者。
佳山邦彦
千草の夫で、ひかりの父。
東条忠久
彰と千草の父で東条総合病院先代院長。現在は引退し、佳山家に居候中。

### その他
安藤メグル
CV：MI-KO
葉月の同級生で新聞部に所属している女子生徒。和也のまわりをかぎまわっており、取材と称して盗聴・盗撮などを行うこともある。
小田切雅弘
香乃子の婚約者
ボブ
東条総合病院に勤務する黒人研修生。和也のよき友人。
宅配ピザ屋
馨と不倫中のピザ屋で、いつも彼女だけの専用メニュー『ビッグソーセージピザ』を届けてきてくれている。

## シリーズ作品
- 家族交感　姉・母・妹 2005年7月1日（Windows 98）
- 家族交感 禁断の章　2006年3月10日

2006年3月10日に発売されたファンディスク。
- ダウンロード版追加シナリオ
  - 家族交感DL1 だめ！お義兄ちゃん！
  - 家族交感DL2 奥さんピザ屋です！
  - 家族交感DL3 おじいちゃんと一緒
  - 家族交感DL4 DOG PANIC！
- 家族交感～コンプリートコレクション～

上記の本編とファンディスクの両方を収録した作品。2011年3月4日発売。